# Honkakolli
Honkakolli är en ö i Finland. Den ligger i Bottenhavet och i kommunen Sastmola i den ekonomiska regionen  Björneborgs ekonomiska region i landskapet Satakunta, i den sydvästra delen av landet. Ön ligger omkring 31 kilometer norr om Björneborg och omkring 250 kilometer nordväst om Helsingfors.
Öns area är 1,4 hektar och dess största längd är 190 meter i sydöst-nordvästlig riktning.